# 缘毛红豆
缘毛红豆（学名：Ormosia howii），是中国海南特有的一种红豆属植物。在2014年前，缘毛红豆仅有两具于1953年和1957年采集到的标本，其于1998年被国际自然保护联盟宣告灭绝。而在2014年，缘毛红豆于吊罗山白水岭地区被重新发现。

## 扩展阅读
- 維基物種上的相關：缘毛红豆